# Blackbear
Matthew Tyler Musto (né le 27 novembre 1990), connu sous le nom de Blackbear (stylisé comme blackbear), est un musicien, chanteur, auteur-compositeur et producteur de disques américain. Il a sorti six albums studio, six EP, une mixtape et deux albums collaboratifs. Il est également membre du duo hip-hop alternatif Mansionz (en) avec le chanteur Mike Posner.

## Biographie

### Jeunesse
Matthew est né à Daytona Beach, en Floride, et a déménagé à Palm Coast lorsqu'il était enfant. Son père est d'origine italienne. En quatrième année, il s'est intéressé à la musique grâce à Rancid, Blink-182 et aux groupes que sa baby-sitter lui a présentés, tels que New Found Glory et Alkaline Trio.

### Vie privée

#### Vie sentimental
En 2017, Blackbear était en couple avec l'actrice Bella Thorne.
Le 25 septembre 2019, Matthew a annoncé que lui et sa petite amie Michele Maturo attendaient leur premier enfant pour janvier 2020. Le 29 janvier 2020, le couple a annoncé la naissance de leur fils né le 26 janvier 2020. Le 22 février 2022, ils se sont mariés et le 12 mars 2022, le couple a eu leur deuxième fils. En octobre 2024, Matthew a annoncé que lui et Michele s'étaient séparés.

## Discographie

### En solo

#### Albums studio
- 2010 : Exposure
- 2015 : Deadroses
- 2015 : Help
- 2017 : Digital Druglord
- 2019 : Anonymous
- 2020 : Everything Means Nothing
- 2022 : In Loving Memory

#### Mixtapes
- 2012 : Sex: The Mixtape
- 2017 : Cybersex

#### Ep's
- 2008 : Brightness
- 2009 : Contrast
- 2011 : Year of the Blackbear
- 2011 : Gone For Good
- 2012 : Foreplay
- 2014 : The Afterglow
- 2015 : Dead
- 2016 : Drink Bleach
- 2016 : Cashmere Noose
- 2017 : Salt
- 2021 : Misery Lake

### Avec Polaroid

#### Albums studio
- 2008 : Paint the Town

#### Ep's
- 2012 : Inside and Out

### Avec Hotel Motel

#### Ep's
- 2016 : Pink Lemonade

### Avec Mansionz

#### Albums studio
- 2017 : Mansionz
- 2023 : Mansionz 2

### Musiques écrites et composé pour d'autres artistes
- 2012 : Boyfriend (de Justin Bieber)
- 2012 : Windows Down (de Big Time Rush)
- 2014 : Numb (de Nick Jonas feat. Angel Haze)
- 2014 : Sleepless (de G-Eazy feat. Nylo)
- 2014 : These Things Happen (de G-Eazy)
- 2014 : This Fuckin Song (de The Janoskians)
- 2014 : Toy Guns (de Tokyo Police Club)
- 2014 : Through the Wire (de Tokyo Police Club)
- 2015 : Leave Your Love (de Tyler Carter)
- 2015 : Sophisticated (de Tyler Carter)
- 2015 : Through the Wire (de Tyler Carter feat. Nylo)
- 2015 : All I Want (de Daniel Skye feat. Cameron Dallas)
- 2016 : Crash with Me (de Gnash)
- 2016 : Holy Water (de Ro James)
- 2017 : Sorry for Now (de Linkin Park)
- 2017 : We Used To (de Charles Quirk)
- 2021 : Beautiful Mistakes (de Maroon 5 feat. Megan Thee Stallion)